# Pêche aux sardines
Pour plus de détails, voir Fiche technique et Distribution.
Pêche aux sardines est un court métrage documentaire muet français réalisé par Louis Lumière sorti en 1896 et produit par la Société Lumière.

## Description
Des pêcheurs, dans une barque, retirent des sardines prises dans le filet.

## Fiche technique
- Titre original : Pêche aux sardines
- Titre en anglais : Sardine fishing
- Réalisation : Louis Lumière
- Production : Société Lumière
- Lieu de tournage : Mer Méditerranée
- Pays d'origine : France
- Vue no  : 70
- Genre : Documentaire
- Format : Court métrage — Muet — Noir et blanc - 1,30:1
- Durée : 48 s
- Date de réalisation : 1896
- Dates de sortie :
  -  France : 25 avril 1896 à Rouen

## Sources
- Catalogue Lumière, « Pêche aux sardines » (consulté le 12 février 2024).